# Semir Osmanagić

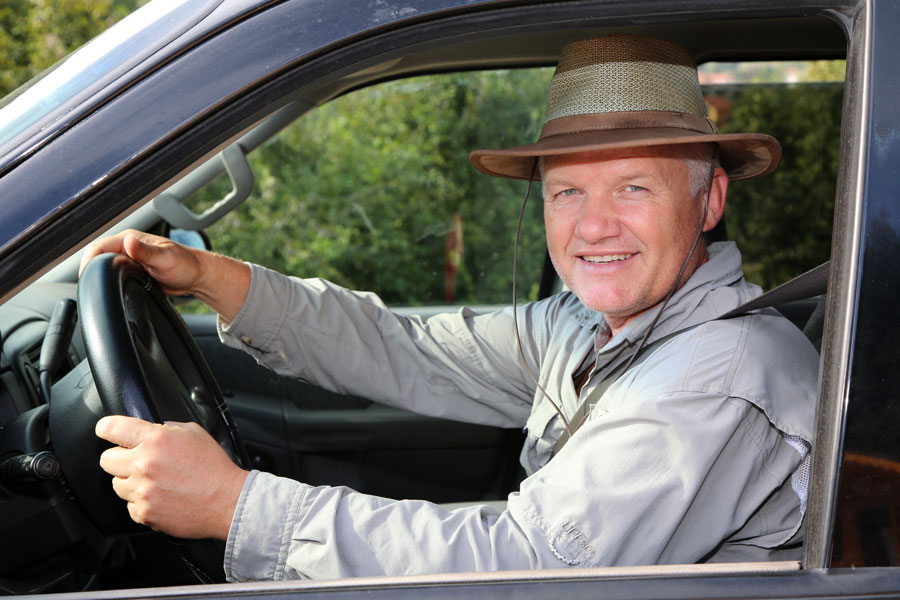
Semir Osmanagić 2013-ban

Semir Osmanagić (angolosan Sam Osmanagich) (Zenica, 1960. június 1. –) Houstonban élő bosnyák származású üzletember és amatőr régész. 2005-ben ő volt az, aki Visoko városa mellett álló, Európa legrégebbi és egyben legnagyobb piramisait nemzetközi szinten is népszerűsíteni kezdte. Tudományos körökben a tekintélyét alaposan rombolja az a korábbi kijelentése, miszerint a maják a Fiastyúkról származnak.

## Munkássága

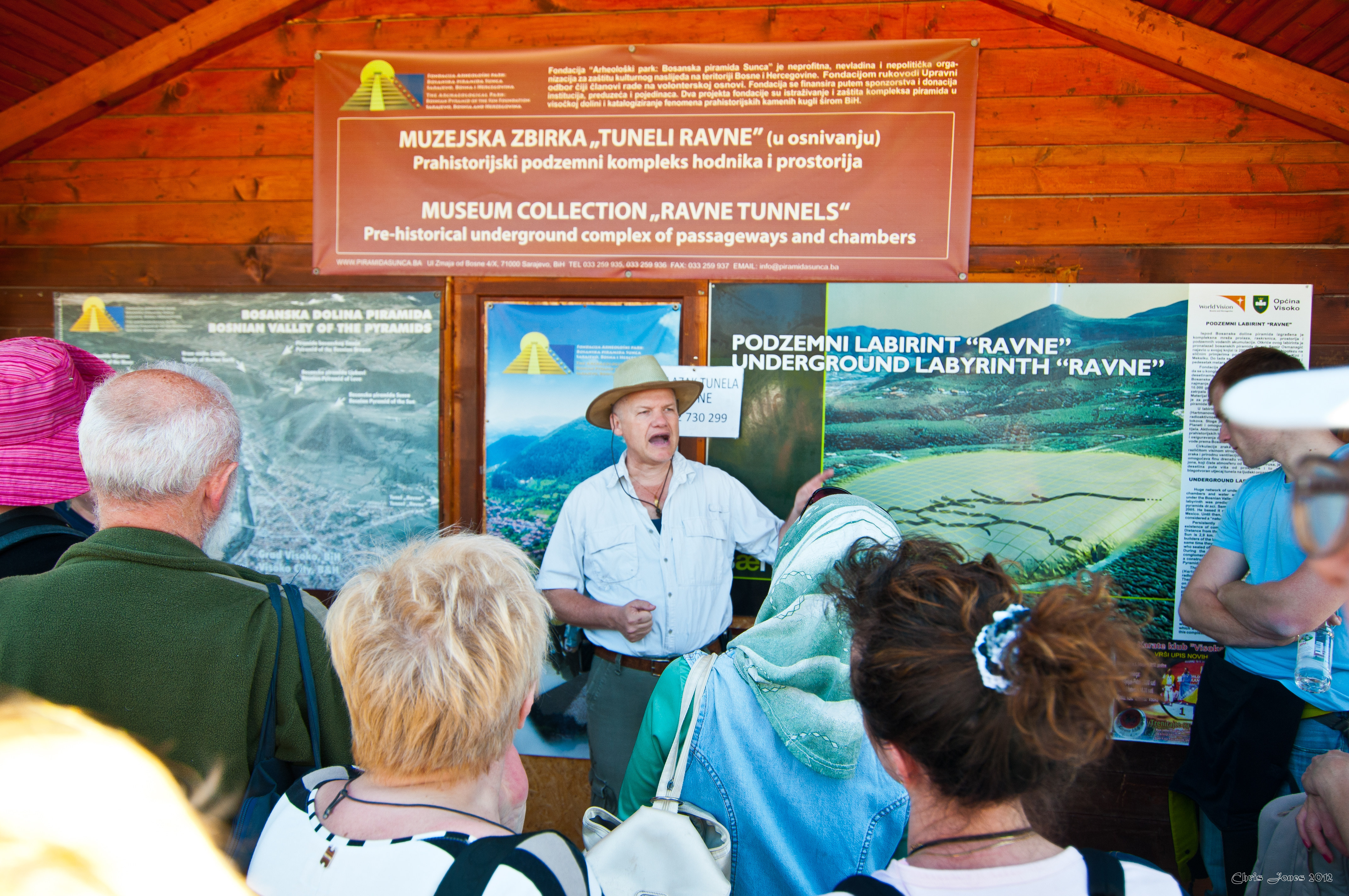
Semir Osmanagić 2012-ben előadást tart az elméletéről

Az amatőr régész Osmanagić a The World of the Maya (A maják világa) című történelmi tárgyú könyvével szerzett hírnevet, melyben azt vallja, hogy a maják az Atlantiszról származnak, ahova pedig a Plejádokból érkeztek.

### A boszniai piramis(ok)
A Visokoi piramisok létéről Senad Hodovićtól, a helyi történeti múzeum vezetőjétől értesült. Csakhamar megkezdte a kutatásokat, s arra a következtetésre jutott, hogy „az őslakosok egy természetes hegyet formáztak meg, külsejét »primitív betonnal« vonták be, így hozva létre a monumentális építményt.”
A Nap boszniai piramisa című legújabb munkája szerint a „boszniai Nap-piramis” tetején templom áll, amit Osmanagić szerint a 27 000 éve élt elő-illírek építettek. Osmanagić úgy gondolja, a következő öt évben fel fogja tárni a „boszniai Nap-piramist”, sőt, feltételezi a „boszniai Hold-piramis” létezését is, amely a szomszédos Krizo hegy alatt fekhet. A BBC szerint a Dnevni avaz vezető boszniai újság írja: „A piramis 100 m magas és bizonyosan tartalmaz szobákat, valamint monumentális járatokat”. A teteje kőtömbökből épült, amelyek meglehetősen fejlett civilizáció jelenlétét tükrözik"

### A boszniai kőgömb

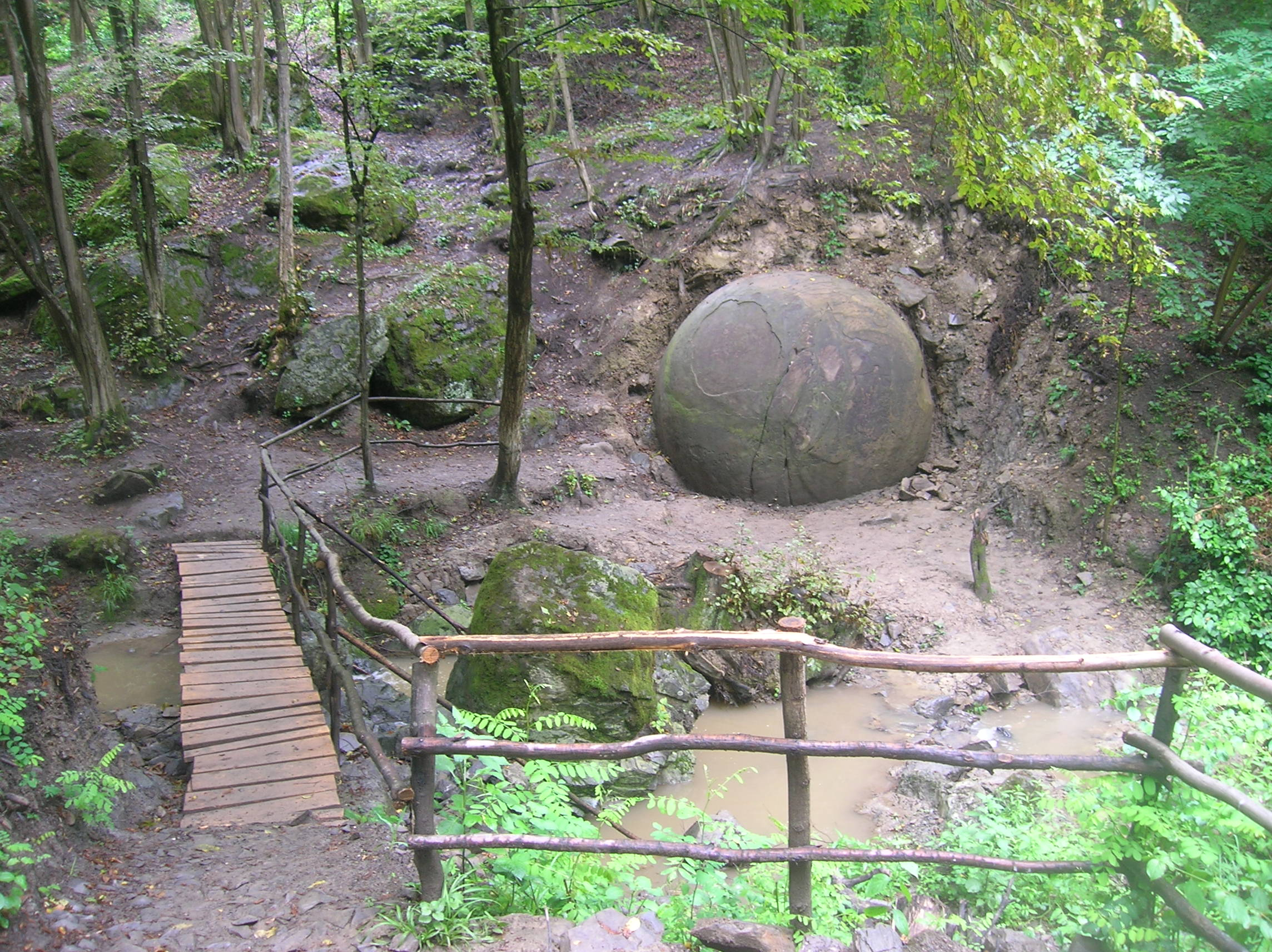
Az egyik kőgolyó

A Podubravlje várostól nem messze lévő Zavidovici település melletti erdőben 2016 elején egy óriási, nagy vastartalmú kőgolyót talált, amely szerinte egy letűnt civilizáció emléke lehet. Az archeológusok azonban szkeptikusok, szerintük a kőgolyó természetes úton jöhetett létre. A környéken később több hasonló, különböző méretű gömb is előkerült.
Hasonló kőgolyókat – kb. 300 darabot – Costa Ricában találtak eddig a régészek, azok tömege egyenként a 15 tonnát is eléri, és feltételezések szerint a Diquís-kultúra készítette őket kb. 1500 éve. Az elkészítés módja még nem teljesen tisztázott, de valószínűleg először durván kifaragták őket helyi kőanyagból kalapáccsal, majd homokkal végezték el a felület csiszolását.
A boszniai kőgömb sugara 1,2–1,5 méter közötti, tömege a Costa Rica-iakhoz képest 2-szer nagyobb lehet.

## Mecénási tevékenysége
„Osmanagić egyrészt saját pénzéből fedezi a kutatásokat, másfelől szponzorokat keresett, és talált is a rendkívüli vállalkozáshoz.”
A visokoi kutatások finanszírozására alapítványt hozott létre, melynek vezetője Goran Čakić.

## Művei
- The World of the Maya (A maják világa)
- A Nap boszniai piramisa

### Magyarul
- A boszniai piramisok völgye. Tudományos érvelés az első európai piramis komplexum létezéséről; ford. Oláh Beáta; Mauna-Fe, Sarajevo, 2007
- A boszniai piramisok és a világ elveszett piramisainak vizsgálata; ford. Arany László; Angyali Menedék, Bp., 2016
- Pannon RTV-nek adott interjú